# Земмерінзький базисний тунель
Земмерінзький базисний тунель — базисний двотрубний тунель в Австрії, перебуває у стадії будівництва, один з найважливіших інфраструктурних проектів Центральної Європи, будівництво тунелю розпочато в 2012 році. Довжина залізничного тунелю складе — 27,3 км. Тунель поєднає австрійські міста Глоггніц в Нижній Австрії і Мюрццушлаг в Штирії під перевалом Земмерінг, який перетинає Північні Альпи. Це базисний тунель є частиною Балто-Адріатичної транспортної осі. Через нього час в дорозі між Глоггніц і Мюрццушлаг має скоротитись для швидкісних поїздів на 30 хвилин від сьогоднішніх 45 хв до 15 хвилин.

## Передумови будівництва тунелю
Значна зношуваність місцевої частини Південної залізниці Австрії від Глоггніцу до Мюрццушлагу, було побудована між 1846 і 1854 роками.
Завдяки своїм характеристикам: градієнтам та дуже криволінійній траєкторії, залізниця має не вигідне розташування. Даний відрізок австрійської залізниці, також відомий як залізниця Земмерінг, названа на честь однойменного перевалу, який перетинає та відділяє Нижню Австрію від Штирії.
Залізниця Земмерінг на початок ХХІ століття є предметом значних експлуатаційних обмежень:
- Велика тривалість поїздки від Відня до Грацу більше не є конкурентоспроможною у порівнянні з автомобілем, особливо в пасажирських перевезеннях;
- Пропускна здатність залізниці відносно мала через низьку швидкість, значну крутизну схилів Альп;
- Велика кривина схилів призводить до надмірного зносу рейок;
- Крім усього іншого, через вступ Словенії в ЄС в 2004 році попит на транспортні послуги зріс на європейському коридорі Північ-Південь, що перетинає територію Австрії;

## Параметри тунелю
Тунель буде складатися з двох труб, які будуть віддалені на відстань від 40 до 70 м одна відносно одної та взаємно з'єднані поперечними проходами (в середньому на відстані 500 м). Тунель має середній ухил 8,4 ‰. Він розрахований на швидкість потягів до 230 км/год.

## Проект будівництва

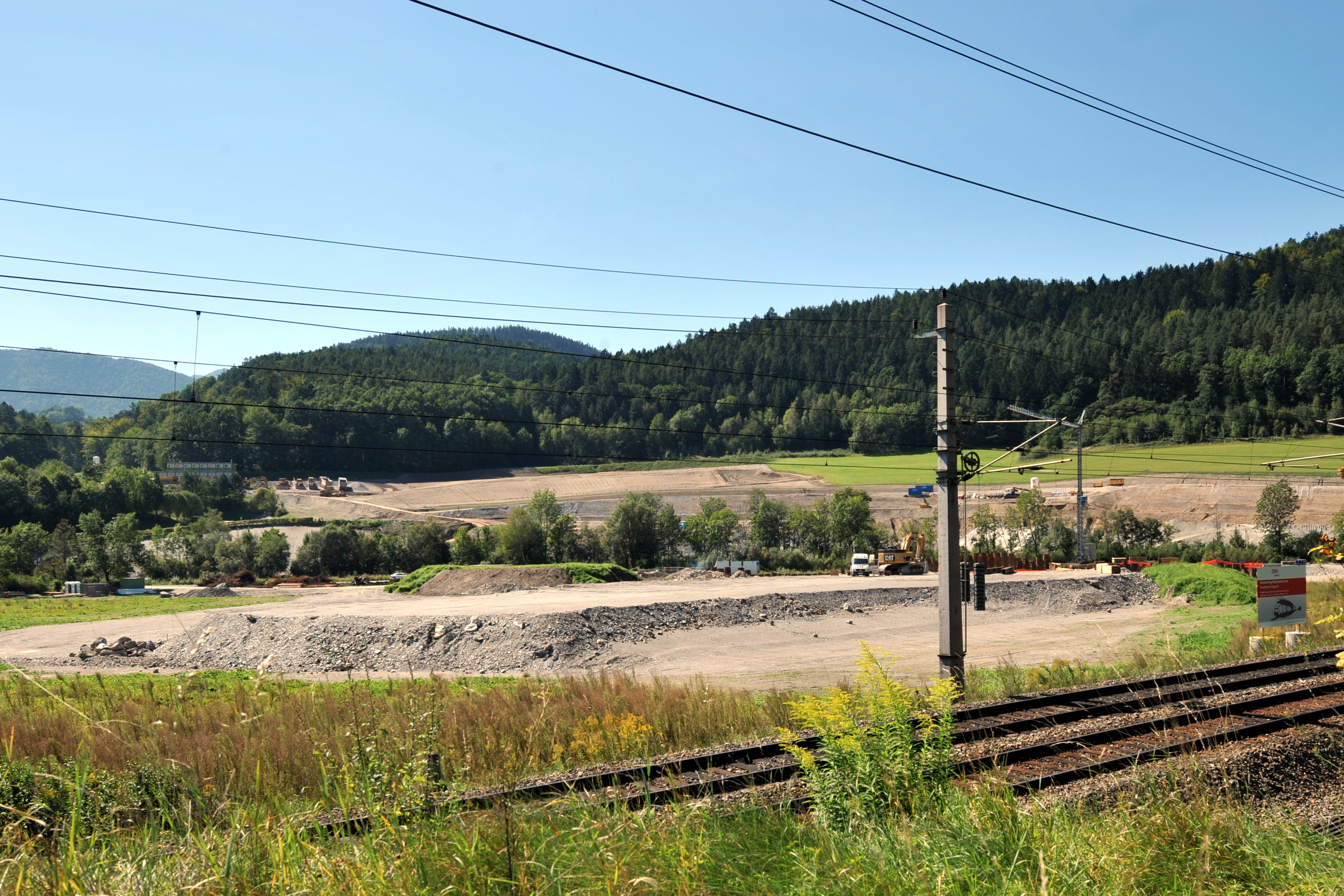
Будівельний майданчик в Глогніці 7 вересня 2012 року

Проект створення тунелю поділений на 5 етапів будівництва:
- Будівництво інфраструктурних об'єктів при в'їзді в тунель в районі міста Глогніц;
- Будівництво секції тунелю в Глоггніці;
- Будівництво секції тунелю та покращення інфраструктури поблизу села Штайнгаус-ам-Земмерінг;
- Будівництво тунелю від Штайнгаус-ам-Земмерінг до Мюрццушлагу;
- Будівництво виходу із Земмерінгського тунелю в районі міста Мюрццушлагу, реконструкція існуючої залізничної станції, побудова підстанції, мостів та інших інженерних споруд;